# Carton-pierre

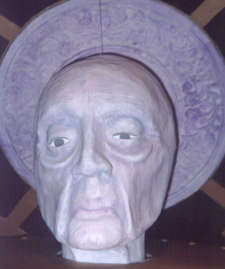
Sculpture en carton-pierre.

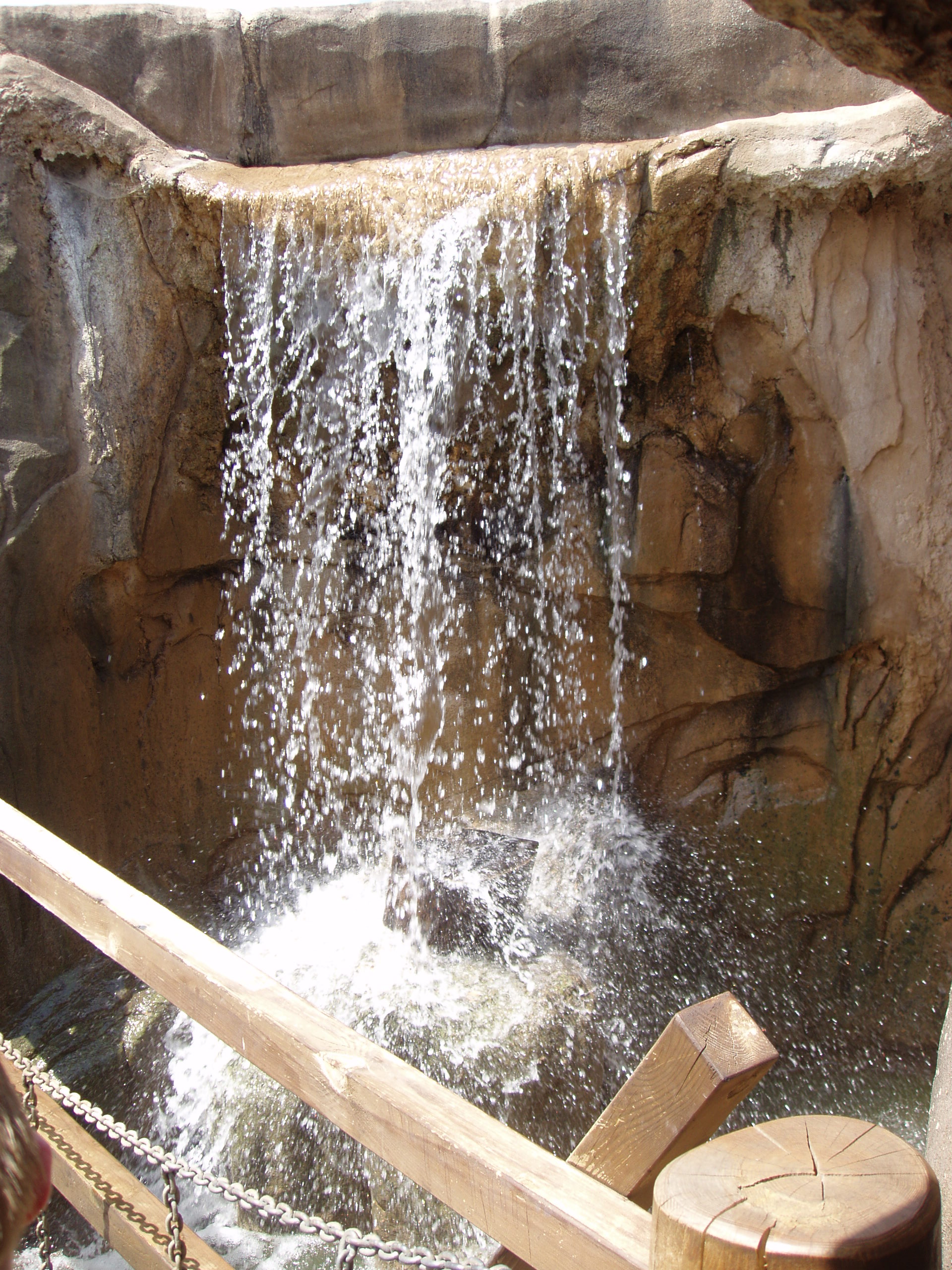
Cascade en carton-pierre.

Le carton-pierre est un matériau servant à imiter la pierre pour faire des ornements de moulures ou décors de plafonds.

## Composition et utilisation
Il est généralement constitué d’un mélange de papier de soie bouillie, de colle de peau versée à chaud, d'argile et de craie ayant, avant séchage, la consistance d’une pâte homogène,.
Le carton-pierre, de même que le stuc et le papier mâché, a été utilisé pour les sculptures, ornements et autres compositions enrichissant l'architecture de nombreux bâtiments du XIXe siècle ou restaurés à cette époque, comme le château de Versailles ou le Grand-Théâtre de Bordeaux à partir de 1806,, ainsi que pour réaliser des décors de théâtre.
Il était alors constitué d'une base de pâte à papier additionnée à du blanc de Meudon ainsi qu'un peu d'argile, dont la proportion peut varier selon la recette. De l'huile de lin pouvait être adjointe pour l'imperméabilité. Une feuille de carton armée d’étoupe posée au verso ferme le système. La pâte obtenue était estampée aux doigts ou à la presse pour les objets en série. Selon Giroux, la composition générale donnée, bien qu'admettant des variations, est le « mélange de poudre de pierre, de papier mâché, de colle animale (gélatine, colle de peau de lapin…) et de lanières de cuir. La pâte obtenue est mise en forme dans des moules de cuivre. Démoulé, le carton-pierre est extrêmement léger et solide », et résiste particulièrement bien à l'action de l'eau et du feu.

## Historique
Pour remplacer la sculpture sur bois, le carton moulé était utilisé. Moins onéreux, il était néanmoins peu résistant aux intempéries. C'est ainsi qu'en y ajoutant de la poudre de pierre à la fabrication de ce procédé, donnant le carton-pierre.
On recense les premières utilisations au tout début du XIXe siècle. Le carton-pierre aurait été inventé en Suède puis diffusé rapidement dans toute l'Europe. Ils auraient fait leur apparition en 1806, puis aux Expositions de 1819 et 1827.
Le carton-pierre est utilisé de façon majoritaire jusqu'en 1870, mais à partir de 1878, il est remplacé par le staff dans les masses importantes,,.